# Samatha
Samatha (Pāli) o śamatha (en sánscrito: शमथ; en chino, 止 zhǐ) es un término budista que a menudo se traduce como "tranquilidad de la mente" o "calma mental". El Canon Pali lo describe como una de las dos cualidades de la mente que se desarrolla (bhāvanā) en la meditación budista, la otra es vipassana (percepción). Se dice que Samatha se logra practicando la meditación de un solo punto. Esto incluye una variedad de técnicas para calmar la mente. Samatha es común a muchas tradiciones budistas.

## Etimología
El campo semántico del shi tibetano y del shama sánscrito es "pacificación", "desaceleración o enfriamiento", "descanso". El campo semántico del tibetano né es "permanecer o permanecer" y esto es análogo o equivalente a la sílaba final del sánscrito, thā.
El término tibetano para samatha es shyiné (wylie: zhi-gnas). Según Jamgon Kongtrul, los términos se refieren a "paz" y "pacificación" de la mente y los pensamientos.

## Samatha y vipassana
Se dice que el Buda identificó dos cualidades mentales primordiales que surgen de la práctica meditativa sana:
- Samatha, calma permanente, que estabiliza, compone, unifica y concentra la mente;
- Vipassanā, visión, que le permite a uno ver, explorar y discernir "formaciones" (fenómenos condicionados basados en los cinco agregados).[3]

Se dice que el Buda ensalzó la serenidad y la perspicacia como conductos para alcanzar el estado incondicionado de nibbana (Pali ; Skt.: Nirvana). Por ejemplo, en el Kimsuka Tree Sutta (SN 35.245), el Buda proporciona una metáfora elaborada en la que la serenidad y la percepción son "la veloz pareja de mensajeros" que entregan el mensaje del nibbana a través del noble óctuple sendero.
En el Sutta de los cuatro caminos al estado de Arahant (AN 4.170), El Ven. Ānanda informa que las personas alcanzan el estado de arahant utilizando la calma y la perspicacia de una de estas tres formas:
1. Desarrollan la calma y luego la perspicacia (Pāli: samatha-pubbangamam vipassanam)
2. Desarrollan perspicacia y luego permanecen tranquilos (Pāli: vipassana-pubbangamam samatham)[nota 2]
3. Desarrollan la calma y la perspicacia en conjunto (Pāli: samatha-vipassanam yuganaddham), por ejemplo, obteniendo el primer jhāna y luego viendo en los agregados asociados las tres marcas de existencia antes de proceder al segundo jhāna.[5]

En el canon Pali, el Buda nunca menciona prácticas de meditación samatha y vipassana independientes ; en cambio, samatha y vipassana son dos "cualidades de la mente" que deben desarrollarse a través de la meditación. Como escribe Thanissaro Bhikkhu,

Cuando [los suttas Pāli] describen al Buda diciéndoles a sus discípulos que vayan a meditar, nunca lo citan diciendo "vayan a hacer vipassana", sino siempre "vayan a hacer jhana". Y nunca equiparan la palabra "vipassana" con ninguna técnica de atención plena. En los pocos casos en los que mencionan vipassana, casi siempre lo combinan con samatha, no como dos métodos alternativos, sino como dos cualidades de la mente que una persona puede 'ganar' o 'estar dotada', y que deben desarrollarse juntas. .

De manera similar, haciendo referencia a MN 151, vv. 13-19, y AN IV, 125-27, Ajahn Brahm (quien, como Thanissaro Bhikkhu, es de la tradición tailandesa del bosque) escribe que 

Algunas tradiciones hablan de dos tipos de meditación, meditación de comprensión ( vipassana ) y meditación tranquila ( samatha ). De hecho, las dos son facetas indivisibles de un mismo proceso. La calma es la felicidad pacífica que nace de la meditación; la intuición es la comprensión clara que nace de la misma meditación. La calma conduce a la perspicacia y la perspicacia conduce a la calma ".

El erudito en estudios budistas y asiáticos, Robert Buswell Jr., afirma que el método de meditación más común descrito en el canon Pali es uno en el que primero se realiza samatha para inducir jhana y luego se usa jhana para continuar con vipassana. Los textos budistas describen que todos los budas y sus principales discípulos utilizaron este método. Los textos también describen un método en el que vipassana se realiza solo, pero esto es menos común.

## Theravāda y el movimiento Vipassana

### Función
En el Theravada moderno, se cree que la liberación se logra mediante la comprensión de la naturaleza transitoria de los fenómenos. Esto se logra estableciendo sati (atención plena) y samatha a través de la práctica de anapanasati (atención plena de la respiración), utilizando la atención plena para observar la impermanencia en los cambios corporales y mentales, para obtener conocimiento (vipassanā (P: vipassanā ; S: vipaśyana), sampajañña) cq sabiduría (P: paññā, S: prajñā) en la verdadera naturaleza de los fenómenos. Según la tradición Theravada, samatha se refiere a técnicas que ayudan a calmar la mente. Se cree que samatha se desarrolla mediante samadhi ("concentración"), que se cree que es la capacidad de poner la atención en un solo objeto de percepción. Una de las principales técnicas para este propósito es la atención plena de la respiración (Pali: ānāpānasati). Samatha se practica comúnmente como preludio y en conjunto con las prácticas de sabiduría.
La meditación Samatha y jhana (dhyana) a menudo se consideran sinónimos por el Theravada moderno, pero los cuatro jhanas implican una mayor conciencia, en lugar de un estrechamiento de la mente. Vetter señala que samadhi puede referirse a las cuatro etapas de la meditación dhyana, pero que solo la primera etapa se refiere a una fuerte concentración, de la cual surgen las otras etapas, que incluyen la atención plena. Según Richard Gombrich, la secuencia de los cuatro rupa-jhanas describe dos estados cognitivos diferentes. Gombrich y Wynne señalan que, mientras que el segundo jhana denota un estado de absorción, en el tercer y cuarto jhana uno sale de esta absorción, siendo consciente de los objetos mientras es indiferente a ellos. Según Gombrich, "la tradición posterior ha falsificado los jhana clasificándolos como la quintaesencia del tipo de meditación concentrada y calmante, ignorando el otro elemento, y de hecho superior. Alexander Wynne explica además que el dhyana -scheme es poco entendido. Según Wynne, las palabras que expresan la inculcación de la conciencia, como sati, sampajāno y upekkhā, se traducen erróneamente o se entienden como factores particulares de estados meditativos, mientras que se refieren a una forma particular de percibir los objetos de los sentidos.
A través del desarrollo meditativo de la permanencia en calma, uno es capaz de suprimir los cinco obstáculos que oscurecen: el deseo sensual, la mala voluntad, el cansancio y la somnolencia, la excitación y la depresión y la duda. Con la supresión de estos obstáculos, el desarrollo meditativo de la intuición produce sabiduría liberadora.

### Objetos de meditación
Algunas prácticas de meditación como la contemplación de un objeto kasina favorecen el desarrollo de samatha, otras como la contemplación de los agregados conducen al desarrollo de vipassana, mientras que otras como la atención plena de la respiración se utilizan clásicamente para desarrollar ambas cualidades mentales.
El Visuddhimagga (siglo V d. C.) menciona cuarenta objetos de meditación. La atención plena (sati) de la respiración (ānāpāna: ānāpānasati; S. ānāpānasmṛti ) es la práctica de samatha más común. Samatha también puede incluir otras prácticas de samādhi.

### Signos y etapas de alegría
El budismo Theravada describe el desarrollo de Samatha en términos de tres imágenes mentales sucesivas o 'signos' (nimitta) y cinco etapas de alegría (Pīti). Pīti es un sentimiento de alegría, alegría o éxtasis que surge del abandono de los cinco obstáculos en favor de la concentración en un solo objeto. Estas etapas están delineadas por el exégeta Theravada Buddhaghosa en su Visuddhimagga (también en Atthasālinī) y el anterior Upatissa (autor del Vimuttimagga).
Las cinco etapas de alegría son:
1. Alegría leve (khuddaka piti) - Levanta los pelos del cuerpo
2. Alegría momentánea (khanika piti): surge momentáneamente como relámpagos repetidos
3. Lluvia de alegría (okkantika piti): baña el cuerpo, como olas, una y otra vez y luego desaparece
4. Alegría edificante (ubbega piti): sensaciones de levantar el cuerpo en el aire
5. Alegría abundante (pharana piti): impregna todo el cuerpo tocando todas las partes: señales de "concentración de acceso"

Los tres nimittas son el signo preparatorio, el signo adquirido y el signo contraparte. Se trata de determinadas imágenes, percepciones o sensaciones mentales que indican un mayor refinamiento del estado de conciencia meditativa.
Tras el establecimiento de la concentración de acceso (upacāra-samādhi), uno puede entrar en los cuatro jhanas, poderosos estados de gozosa absorción en los que todo el cuerpo está impregnado de Pīti.

### Variaciones
En la tradición Theravada existen varios entendimientos de samatha.
En Sri Lanka, samatha incluye todas las meditaciones dirigidas a objetos estáticos.
En Birmania, samatha comprende todas las prácticas de concentración, destinadas a calmar la mente.
La tradición tailandesa del bosque derivada de Ajahn Mun y popularizada por Ajahn Chah enfatiza la inseparabilidad de samatha y vipassana, y la necesidad esencial de ambas prácticas.

## Tradición indo-tibetana
Los escritores tibetanos generalmente definen la práctica de samatha como cuando la mente permanece fija en un solo objeto sin moverse. Dakpo Tashi Namgyal, por ejemplo, define samatha como:

fijando la mente en cualquier objeto para mantenerlo sin distracciones... enfocando la mente en un objeto y manteniéndola en ese estado hasta que finalmente se canaliza hacia una corriente de atención y uniformidad.

Según Geshe Lhundup Sopa, samatha es:

sólo una concentración de la mente en un solo punto (cittaikagrata) sobre un objeto meditativo (alambana). Cualquiera que sea el objeto... si la mente puede permanecer concentrada en su objeto de manera concentrada, espontánea y sin esfuerzo (nabhisamskara), y durante el período de tiempo que desee el meditador, se está acercando al logro de la estabilización meditativa (samatha).

### Sutras Mahayana
Varios sūtras Mahāyāna se refieren a śamatha, por lo general junto con vipaśyanā.
Uno de los más destacados, el Sutra de la nube de joyas (Ārya Ratnamegha Sutra, Tib. ' Phags-pa dkon-mchog sprin-gyi mdo, chino 寶雲 經 T658, 大乘 寶雲 經 T659) divide todas las formas de meditación en śamatha o vipaśyanā, definiendo śamatha como "conciencia de un solo punto" y vipaśyanā como "ver la naturaleza de las cosas".
El Sūtra Desbloqueando los Misterios (Samdhinirmocana Sūtra), un yogācāra sūtra, también se utiliza a menudo como fuente de enseñanzas sobre śamatha. El Samādhirāja Sūtra a menudo se cita como una fuente importante de instrucciones śamatha por la tradición Kagyu, particularmente a través de comentarios de Gampopa, aunque el erudito Andrew Skilton, quien ha estudiado el Samādhirāja Sūtra extensamente, informa que el sūtra en sí "no contiene una exposición significativa de prácticas de meditación o estados de ánimo".

#### Dhyana
Śamatha promueve el aspecto de concentración correcta del noble óctuple sendero. El resultado exitoso de śamatha también se caracteriza a veces como absorción meditativa (samādhi, ting nge 'dzin) y equilibrio meditativo (samāhita, mnyam-bzhag), y libertad de las cinco obstrucciones (āvaraṇa, sgrib-pa). También puede resultar en los siddhis de clarividencia (abhijñā, mgon shes) y emanación mágica (nirmāna, sprul pa).

### Factores en śamatha
Según Culadasa (2015), "Samatha tiene cinco características: atención estable y sin esfuerzo (samādhi), poderosa atención plena (sati), alegría (pīti), tranquilidad (passaddhi) y ecuanimidad (upekkhā). El estado completo de samatha es el resultado de trabajar con atención estable (samādhi) y atención plena (sati) hasta que surge el gozo. El gozo luego madura gradualmente en tranquilidad, y la ecuanimidad surge de esa tranquilidad. Una mente en samatha es el instrumento ideal para lograr la Perspicacia y el Despertar " 

#### Nueve moradas mentales
En una formulación que se origina en la sección Śrāvakabhūmi del Yogācārabhūmi-śāstra,Se dice que la práctica de śamatha progresa a través de nueve "permanencias mentales" o nueve etapas de entrenamiento de la mente (S. navākārā cittasthiti, Tib. Sems gnas dgu), lo que lleva a a śamatha propiamente dicho (el equivalente de "concentración de acceso" en el sistema Theravāda), y de allí a un estado de concentración meditativa llamado el primer dhyāna (Pāli: jhāna ; Tib. bsam gtan) que a menudo se dice que es un estado de tranquilidad o dicha. Una sucesión equivalente de etapas se describe en las Diez imágenes de bueyes del Zen. Las Nueve Moradas Mentales descritas por Kamalaśīla son:
1. La colocación de la mente (S. cittasthāpana, Tib. འཇོག་པ - sems ’jog-pa) ocurre cuando el practicante puede poner su atención en el objeto de meditación, pero no puede mantener esa atención por mucho tiempo. Las distracciones, la torpeza mental y otros obstáculos son comunes.
2. La colocación continua (S. samsthāpana, Tib. རྒྱུན་དུ་འཇོག་པ - rgyun-du ‘jog-pa) ocurre cuando el practicante experimenta momentos de atención continua en el objeto antes de distraerse. Según B. Alan Wallace, aquí es cuando puede mantener su atención en el objeto de meditación durante aproximadamente un minuto.[30]
3. La colocación repetida (S. avasthāpana, Tib. བླན་ཏེ་འཇོག་པ - slan-te ’jog-pa) es cuando la atención del practicante se fija en el objeto durante la mayor parte de la sesión de práctica y es capaz de darse cuenta de inmediato cuando él o ella ha perdido su control mental sobre el objeto y es capaz de restaurar esa atención rápidamente. Sakyong Mipham Rinpoche sugiere que ser capaz de mantener la atención durante 108 respiraciones es un buen punto de referencia para cuando hayamos llegado a esta etapa.[33]
4. La colocación cercana (S. upasthāpana, Tib. ཉེ་བར་འཇོག་པ - nye-bar ’jog-pa) ocurre cuando el practicante puede mantener la atención durante toda la sesión de meditación (una hora o más) sin perder su control mental sobre el objeto de meditación en absoluto. En esta etapa, el practicante logra el poder de la atención plena. Sin embargo, esta etapa todavía contiene formas sutiles de excitación y embotamiento o laxitud.[34]
5. Doma (S. damana, Tib. དུལ་བར་བྱེད་པ - dul-bar byed-pa), en esta etapa el practicante logra una profunda tranquilidad mental, pero debe estar atento a formas sutiles de laxitud o embotamiento, estados pacíficos de mente que puede confundirse con permanecer en calma. Al enfocarse en los beneficios futuros de obtener Shamatha, el practicante puede elevar (gzengs-bstod) su mente y volverse más enfocado y claro.[35]
6. Pacificación (S. śamana,Tib. ཞི་བར་བྱེད་པ་ - zhi-bar byed-pa) es la etapa durante la cual el embotamiento mental sutil o la laxitud ya no es una gran dificultad, pero ahora el practicante es propenso a excitaciones sutiles. que surgen en la periferia de la atención meditativa. Según B. Alan Wallace, esta etapa se alcanza solo después de miles de horas de riguroso entrenamiento.[36]
7. Pacificación total (S. vyupaśamana,Tib. རྣམ་པར་ཞི་བར་བྱེད་པ་ - nye-bar zhi-bar byed-pa), aunque el practicante todavía puede experimentar una sutil excitación o embotamiento, son raros y el practicante puede reconocerlos y pacificarlos fácilmente.
8. Un solo punto (S. ekotīkarana,Tib. རྩེ་གཅིག་ཏུ་བྱེད་པ་ - rtse-gcig-tu byed-pa) en esta etapa el practicante puede alcanzar altos niveles de concentración con solo un ligero esfuerzo y sin ser interrumpido incluso por sutil laxitud o excitación durante toda la sesión de meditación.
9. Colocación equilibrada (S. samādhāna,Tib. མཉམ་པར་འཇོག་པ་བྱེད་པ་ - mnyam-par ’jog-pa)el meditador ahora alcanza sin esfuerzo la concentración absorbida (ting-nge-'dzin, S. samadhi.) y puede mantenerlo durante unas cuatro horas sin una sola interrupción.[36]
10. Śamatha, Tib. ཞི་གནས་, shyiné: la culminación, a veces aparece como una décima etapa.

#### Cinco faltas y ocho antídotos
La tradición textual del budismo tibetano identifica cinco fallas y ocho antídotos dentro de la práctica de la meditación śamatha. Las cinco fallas identifican obstáculos para la práctica de la meditación y los ocho antídotos se aplican para superar las cinco fallas. Esta formulación se origina con de Maitreyanātha Madhyānta-Vibhaga y se elabora sobre en otros textos, tales como las etapas de la meditación (Bhāvanākrama) por Kamalaśīla.

##### Cinco fallas
Para practicar śamatha, uno debe seleccionar un objeto de observación (ālambana, dmigs-pa). Entonces uno debe superar las cinco fallas (ādīnava, nyes-dmigs):
1. Pereza (kausīdya, le-lo)
2. Olvidar la instrucción (avavādasammosa, gdams-ngag brjed-pa)
3. Laxitud (laya, bying-ba) y excitación (auddhatya, rgod-pa). La laxitud puede ser grosera (audārika, rags-pa) o sutil (sūksma, phra-mo). El letargo (styāna, rmugs-pa) también suele estar presente, pero se dice que es menos común.
4. No aplicación (anabhisamskāra, ’du mi-byed-pa)
5. [Sobre]aplicación (abhisamskāra, ’du byed-pa)

##### Ocho antídotos
Los siguientes ocho antídotos (pratipakṣa, gnyen-po) o aplicaciones (abhisamskāra, 'du-byed pa) se pueden aplicar para superar las cinco fallas:
Para la pereza:
1. Fe (śraddhā, dad-pa)
2. Aspiración (chanda, ’dun-pa)
3. Esfuerzo (vyayama, rtsol-ba)
4. Flexibilidad (praśrabdhi, shin-sbyangs)
Para el olvido de la instrucción:
5. Sati (smṛti, dran-pa)
Para la laxitud y la excitación:
6. Conciencia (samprajaña, shes-bzhin)
Para la no aplicación:
7. Aplicación (abhisaṃskāra, ’du byed-pa)
Para la sobreaplicación:
8. No aplicación (anabhisaṃskāra, ’du mi-byed-pa)

#### Seis poderes
También se necesitan seis poderes (bala, stobs) para śamatha:
1. Escuchar (śruta, thos-pa)
2. Pensar (cintā, bsam-pa)
3. Atención plena (smṛti, dran-pa)
4. Conciencia (samprajaña, shes-bzhin)
5. Esfuerzo (vīrya, brtson-’grus)
6. Familiaridad (paricaya, yong-su ’dris-pa)

#### Cuatro modos de compromiso mental
Se dice que son posibles cuatro modos de compromiso mental (manaskāra, yid-la byed-pa):
1. Compromiso forzoso (balavāhana, sgrim-ste ’jug-pa)
2. Compromiso interrumpido (sacchidravāhana, chad-cing ’jug-pa)
3. Compromiso ininterrumpido (niśchidravāhana, med-par ’jug-pa)
4. Compromiso espontáneo (anābhogavāhana, lhun-grub-tu ’jug-pa)

### Mahāmudrā y dzogchen
Śamatha se aborda de manera algo diferente en la tradición mahāmudrā como se practica en el linaje Kagyu. Como explica Traleg Kyabgon Rinpoche,

En la práctica de la meditación de la tranquilidad de Mahamudra... tratamos todos los pensamientos como lo mismo para ganar suficiente distancia y desapego de nuestro estado mental actual, lo que nos permitirá pasar naturalmente a un estado de tranquilidad sin esfuerzo ni artimañas [...] Para que la mente se calme, necesitamos suspender los juicios de valor que imponemos a nuestras actividades mentales [...] es fundamental que no tratemos de crear un estado de tranquilidad sino que dejemos que la mente entre en la tranquilidad naturalmente. Ésta es una noción importante en la tradición de Mahamudra, la de no hacer. Nosotros no hacemos meditación de la tranquilidad, permitimos que la tranquilidad surja por sí sola, y lo hará solo si dejamos de pensar en el estado meditativo como algo que tenemos que hacer activamente [...] En una forma de hablar, atrapándote en el acto de distracción es la verdadera prueba de la meditación de la tranquilidad, porque lo que cuenta no es la capacidad de evitar que surjan pensamientos o emociones, sino la capacidad de atraparnos en un estado mental o emocional particular. Ésta es la esencia misma de la meditación de la tranquilidad [en el contexto del Mahāmudrā] [...] El estilo de meditación Mahamudra no nos anima hacia los diferentes niveles de concentración meditativa descritos tradicionalmente en los manuales de meditación exotérica [...] Desde el Punto de vista de Mahamudra, no debemos desear el equilibrio meditativo ni tener aversión a los pensamientos discursivos y las emociones conflictivas, sino ver ambos estados con ecuanimidad. Una vez más, el punto importante no es si el equilibrio meditativo está presente, sino si somos capaces de mantener la conciencia de nuestros estados mentales. Si surgen pensamientos perturbadores, como ciertamente lo harán, simplemente debemos reconocer estos pensamientos y emociones como fenómenos transitorios.

Para el Kagyupa, en el contexto de mahāmudrā, se piensa que śamatha mediante la atención plena de la respiración es la forma ideal para que el meditador haga la transición para tomar la mente misma como objeto de meditación y generar vipaśyanā sobre esa base.
Muy similar es el enfoque de śamatha que se encuentra en dzogchen semde (sánscrito: mahāsandhi cittavarga). En el sistema semde, śamatha es el primero de los cuatro yogas (Tib. Naljor, Wylie: rnal-'byor), los otros son vipaśyanā (wylie: lhag-mthong), no dualidad (advaya, Tib. nyime,wylie: gnyis-med), y presencia espontánea (anābogha or nirābogha, Tib. lhundrub, wylie: lhun-grub). Estos son paralelos a los cuatro yogas de mahāmudrā.
Ajahn Amaro, un estudiante de mucho tiempo en la tradición tailandesa del bosque de Ajahn Chah, también se ha entrenado en el enfoque dzogchen semde śamatha con Tsoknyi Rinpoche. Encontró similitudes en los enfoques de las dos tradiciones a śamatha.

### Relación convipaśyanā
Dzogchen Pönlop Rinpoche traza claramente la relación de desarrollo de las prácticas de śamatha y vipaśyanā:

La forma en que se practican estos dos aspectos de la meditación es que uno comienza con la práctica de shamatha; sobre la base de que, se hace posible la práctica vipashyana o lhagthong. A través de una práctica de vipashyana se basa en y continuó en medio de shamatha, uno finalmente termina practicando una unificación [yuganaddha] de shamatha y vipashyana. La unificación conduce a una experiencia muy clara y directa de la naturaleza de todas las cosas. Esto lo acerca mucho a lo que se llama la verdad absoluta.

## Prácticas similares en otras religiones
Las meditaciones de otras tradiciones religiosas también pueden reconocerse como meditación samatha, que difieren en el enfoque de concentración. En este sentido, samatha no es una meditación estrictamente budista. Samatha, en su enfoque y concentración mental de un solo punto, está relacionado con el sexto "miembro" del aṣṭanga yoga ', rāja yoga, que es la concentración (dhāraṇā). Para más información, consulte los Yoga Sūtras de Patañjali.